# Pemphigus foliaceus
Pemphigus foliaceus ist eine seltene Hautkrankheit aus der Gruppe der blasenbildenden Autoimmundermatosen. Im Gegensatz zum Pemphigus vulgaris zeichnet er sich durch Blasenbildung der oberen Schichten der Epidermis aus. Sie wird durch Autoantikörper gegen Desmoglein 1 (ein Cadherin) ausgelöst. Die Erkrankung kommt beim Menschen, aber auch Haushunden, Hauskatzen und Pferden vor.

## Ätiologie und Pathogenese
Die Ätiologie dieser Autoimmunerkrankung ist ungeklärt.
Die bei der Erkrankung gebildeten Autoantikörper richten sich gegen Desmoglein 1 (gesichert bei Mensch und Hund, bei der Katze vermutlich ebenfalls). Dieses Protein kommt in den Desmosomen vor, welche für den Zellzusammenhalt der Keratinozyten in den äußersten Hautschichten (im sogenannten Stratum spinosum) sorgen.
Durch eine Antigen-Antikörper-Reaktion werden Protein-abbauende (proteolytische) Enzyme freigesetzt und die Verbindung zwischen den Hautzellen aufgelöst. Infolge des fehlenden Zellzusammenhalts kommt es zur Abrundung der Keratinozyten (sogenannte Akantholyse) und es bilden sich innerhalb der Epidermis zunächst Spalten und dann Blasen. Da Desmoglein 1 nur mit einem geringen Anteil in den Schleimhäuten auftritt und die Funktion bei Ausfall von Desmoglein 1 durch das in allen oberen Schleimhautschichten vorhandene Desmoglein 3 kompensiert wird, ist die Erkrankung auf die äußere Haut beschränkt.

## Pemphigus foliaceus beim Menschen

### Einteilung
Beim humanen Pemphigus foliaceus kann man 4 Formen der Erkrankung unterscheiden. Der sporadische Pemphigus foliaceus vom Typ Cazenave, welcher weltweit in etwa gleich häufig vorkommt, wird vom Pemphigus braziliensis, der hauptsächlich in Südamerika vorkommt, dem Pemphigus seborrhoicus und dem Pemphigus erythematosus unterschieden.

### Symptome
Das primäre Symptom beim Menschen sind Blasen, die nur die oberen Zellschichten betreffen. Da durch die sehr oberflächliche Lage die Blasendecke ausgesprochen dünn ist, wird man bei Patienten nur selten intakte Blasen sehen. Vielmehr wird man alle Folgeerscheinungen der aufgeplatzten Blasen finden. Es zeigen sich runde, teils konfluierende Erytheme, in Kombination mit Krusten, Schuppen und Erosionen.
Die Erkrankung beginnt mit oben beschriebenen Krusten im Gesicht- und Halsbereich, breitet sich anschließend über den Körper in Richtung von Händen und Füßen aus. Der behaarte Kopf ist normalerweise auch betroffen. Lediglich die Schleimhäute sind, im Gegensatz zum Pemphigus vulgaris, normalerweise nicht mitbetroffen.
Die Patienten leiden vor allem unter dem schweren Juckreiz und dem Brennen.
Eine Sonnenbestrahlung in der Krankheitsphase verschlechtert die Symptome deutlich.
Komplikationen durch eine ungenügende Therapie und Pflege der Wunden sind schwere Infektionen, Abheilung mit Narben und Hyperpigmentierung.

### Diagnostik
Das Nikolski-Zeichen, das heißt die Ablösbarkeit der Haut durch leichten tangentialen Druck, ist im aktiven Stadium des Pemphigus foliaceus auslösbar.
Zusätzlich wird eine Hautbiopsie histologisch und mit Immunfluoreszenz untersucht. Dabei findet man die auslösende Spaltbildungen und Antigen-Antikörper-Komplexe in der oberen Hautschicht. Im Blut lassen sich die IgG-Antikörper gegen Desmoglein 1 (Dsg1) nachweisen, die Höhe der Titer korreliert in der Regel mit der Aktivität und Schwere der Erkrankung.

### Therapie
Die Therapie des Pemphigus foliaceus entspricht weitgehend derjenigen des Pemphigus vulgaris. Sie besteht im Wesentlichen aus der systemischen Gabe von Glukokortikoiden. Anfänglich werden sie in hohen Dosen verabreicht, bis der Krankheitsprozess zum Stehen kommt (negatives Nikolski-Zeichen und beginnende Abheilung der Hautdefekte). Dann wird die Dosis schrittweise reduziert.
Zusätzlich zu den Glukokortikoiden kommen immer häufiger andere Immunsuppressiva zum Einsatz, vor allem auch in der Dauertherapie.
Genauso wichtig ist die entsprechende Pflege der Hautläsionen sowie die Vorbeugung gegen Komplikationen (z. B. durch Gabe von Antibiotika).
In der Dauertherapie werden geringe Dosen von Glukokortikoiden oft gemeinsam mit anderen Immunsuppressiva verabreicht.
Ein zu rasches Absetzen der Medikamente führt häufig zu einem Rezidiv der Symptome.

## Pemphigus foliaceus bei Hund und Katze

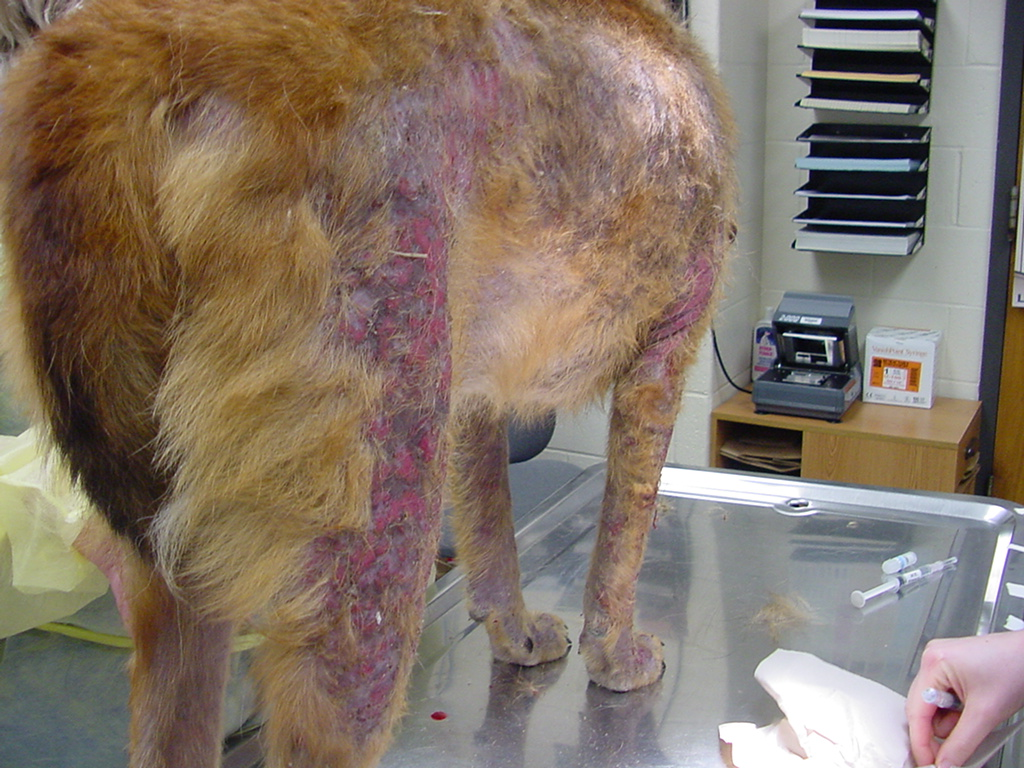
Generalisierter Pemphigus foliaceus bei einem Hund

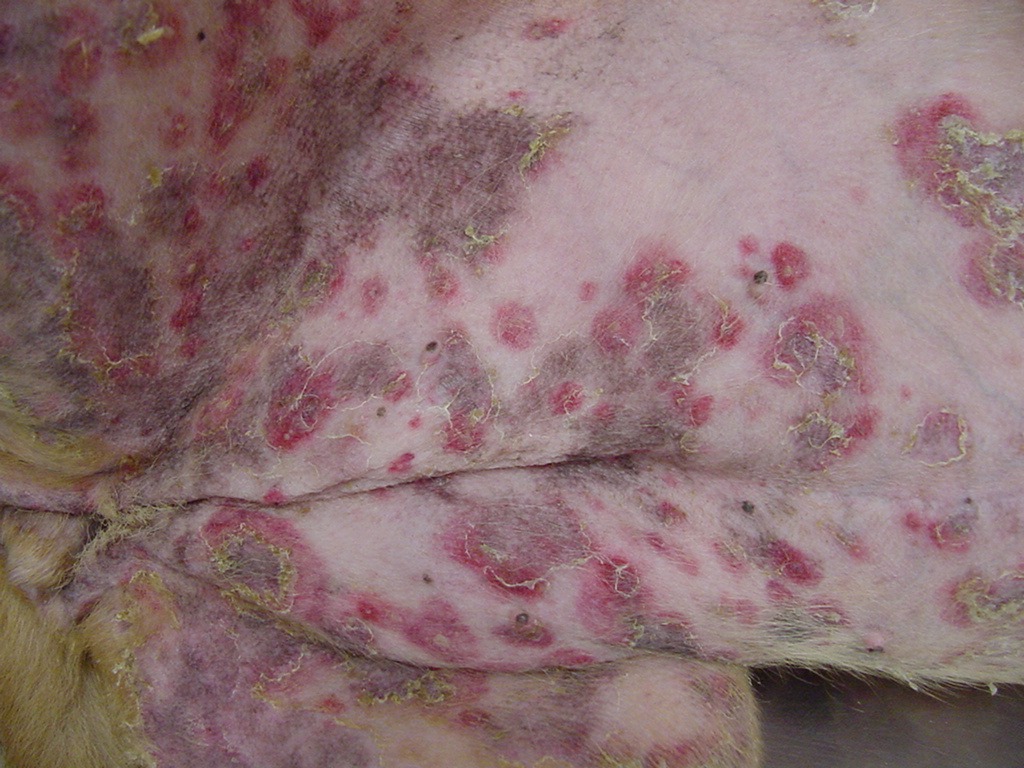
Pemphigus foliaceus in der Leistengegend bei einem Hund

Pemphigus foliaceus ist zwar die häufigste Form der Pemphigus-Erkrankungen bei Hund und Katze, insgesamt aber sehr selten. Nur etwa 0,5 % aller Hautpatienten leiden an einer der Pemphigus-Formen.

### Symptome
Im Gegensatz zum Menschen sind Blasen bei Tieren noch seltener oder nie anzutreffen. Da die Epidermis bei Hund und Katze sehr dünn ist, kommt es sehr schnell zum Aufplatzen dieser Blasen, so dass daraus entstehende Krusten das Leitsymptom sind. Neben Krusten können auch Rötung (Erythem) und alle möglichen Sekundäreffloreszenzen wie Erosionen, Geschwüre, Schuppen oder Haarausfall (Alopezie) auftreten. Im weiteren Verlauf kann es zu einer bakteriellen Sekundärinfektion mit Pyodermie kommen.
Die Krusten treten vor allem am Kopf (Nase, Augengegend und Ohr) sowie an den Pfoten (einschließlich Ballen, bei Hunden vor allem das Krallenbett), in der Leistengegend und bei Katzen auch um die Brustwarzen auf. Intakte Blasen findet man am ehesten an der Innenseite der Ohrmuschel.
Juckreiz (Pruritus) ist bei Katzen stärker ausgeprägt als bei Hunden. Darüber hinaus neigen Katzen bei großflächlicher Ausdehnung auch eher zu Allgemeinstörungen mit Fieber.

### Diagnose
Die Diagnose wird anhand der typischen Lokalisation oder durch zytologische Untersuchung (akantholytische Zellen) gestellt. Gegebenenfalls können andere Hauterkrankungen auch durch Nichtanschlagen vorangegangener Therapien ausgeschlossen werden. Eine sichere Diagnose ist nur durch die histopathologische Untersuchung eines Hautbioptats möglich. Ein Nachweis der Autoimmunantikörper wie beim Menschen ist in der Tiermedizin noch nicht etabliert.
Differentialdiagnostisch sind vor allem Haarbalg- und Ohrmilben, Dermatophytose, bakterielle Follikulitis, Hepatokutanes Syndrom sowie Allergien (Futterallergie, Atopische Dermatitis) auszuschließen.

### Therapie
Die Therapie kann nur durch Unterdrückung des Immunsystems erfolgen, wobei Immunsuppressiva wie Glukokortikoide (Prednisolon, Dexamethason oder Triamcinolon) Anwendung finden. Um die Nebenwirkungen bei Glukokortikoiden zu reduzieren, können diese in Kombination mit Chlorambucil eingesetzt werden. Bei Hunden kann auch Azathioprin eingesetzt werden, dieser Wirkstoff ist bei Katzen aufgrund tödlicher Nebenwirkungen kontraindiziert.
Die immunsuppressive Therapie sollte nur nach sorgfältiger Diagnose erfolgen, denn bei Milbenbefall ist sie kontraindiziert.